# L'amour frappe André Hardy
Série Andy Hardy
Les Enfants du Juge Hardy (1937) André Hardy Cow-Boy (1938)
Pour plus de détails, voir Fiche technique et Distribution.
L'Amour frappe André Hardy (Love Finds Andy Hardy) est un  film américain en noir et blanc de George B. Seitz, sorti en 1938.
Il s’agit du quatrième volet de la série de films dans laquelle apparaît le personnage d'Andy Hardy, interprété par Mickey Rooney.

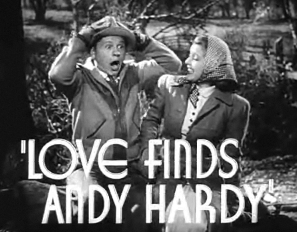
Mickey Rooney et Lana Turner

## Synopsis
L'adolescent André Hardy jongle avec les problèmes : deux rendez-vous simultanés avec deux jeunes filles différentes pour le bal du Réveillon de Noël, une dette de huit dollars liée à l'achat d'une voiture d'occasion, et la maladie de sa grand-mère.

## Fiche technique
- Titre : L'Amour frappe André Hardy
- Titre original : Love Finds Andy Hardy
- Réalisation : George B. Seitz
- Scénario : William Ludwig
- Production : Lou L. Ostrow et Carey Wilson
- Société de distribution : Metro-Goldwyn-Mayer
- Directeur de la photographie : Lester White
- Musique : David Snell
- Décors : Cedric Gibbons
- Montage : Ben Lewis
- Pays d'origine : États-Unis
- Format : noir et blanc
- Genre : Comédie familiale
- Durée : 91 minutes
- Dates de sortie : 
  - États-Unis : 22 juillet 1938
  - France : 17 novembre 1939
- Affiche : Boris Grinsson (France)

## Distribution
- Mickey Rooney : André Hardy (Andrew 'Andy' Hardy, en VO)
- Lewis Stone : le juge Hardy
- Judy Garland : Betsy Booth
- Lana Turner : Cynthia Potter
- Ann Rutherford : Polly Benedict
- Fay Holden : Mme Emily Hardy
- Cecilia Parker : Marian Hardy
- Mary Howard : Mme Mary Tompkins
- Betty Ross Clarke : Tante Millie Forrest
- George Breakston : « Beezy » Anderson

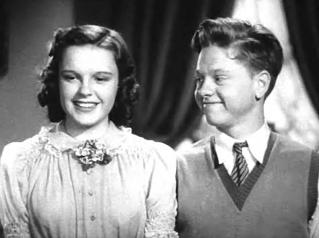
Mickey Rooney et Judy Garland
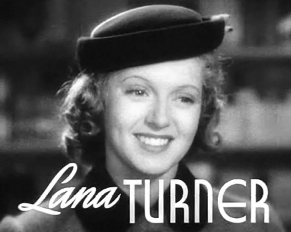
Lana Turner
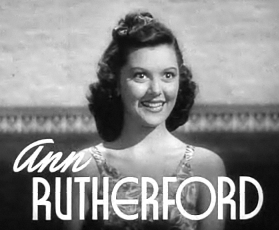
Ann Rutherford